# Estadi de Nervión
L'Estadi de Nervión fou un recinte esportiu de la ciutat de Sevilla dedicat al futbol.
Era utilitzat principalment per la pràctica del futbol i era utilitzat pel Sevilla FC. Tenia una capacitat per a 20.000 espectadors i va ser inaugurat el 1928, substituint el Camp de la Reina Victoria com a terreny del club. Va ser clausurat el 1958 quan es va obrir l'Estadi Ramón Sánchez Pizjuán.